# Clutia kilimandscharica
Clutia kilimandscharica là một loài thực vật có hoa trong họ Peraceae. Loài này được Engl. mô tả khoa học đầu tiên năm 1892.